# پیر-ایو پولومات
پیر-ایو پولومات (انگلیسی: Pierre-Yves Polomat؛ زادهٔ ۲۷ دسامبر ۱۹۹۳) بازیکن فوتبال اهل فرانسه است.
از باشگاه‌هایی که در آن بازی کرده‌است می‌توان به باشگاه فوتبال سن-اتین اشاره کرد.
وی همچنین در تیم ملی فوتبال فرانسه بخش زیر ۲۰ سال فرانسه بازی کرده‌است.